# Eleanor Hunt
Pour les articles homonymes, voir Hunt.
Eleanor Hunt est une actrice américaine née le 10 janvier 1910 à New York (État de New York) et morte le 12 juin 1981 à New York.

## Filmographie
- 1930 : Whoopee! de Thornton Freeland : Sally Morgan
- 1930 : Expensive Kisses de William Watson
- 1930 : Our Nagging Wives de Arvid E. Gillstrom
- 1931 : Bride and Gloomy de A. Leslie Pearce
- 1931 : Parading Pajamas de Wallace Fox
- 1931 : Goldie de Benjamin Stoloff : la jeune Russe
- 1932 : He's a Honey de Walter Graham
- 1933 : On Ice de Arvid E. Gillstrom
- 1933 : Techno-Crazy de Charles Lamont : Mary
- 1933 : Keyhole Katie de Charles Lamont
- 1933 : Trimmed in Furs de Charles Lamont : l'actrice
- 1934 : I Hate Women d'Aubrey Scotto : Tillie
- 1934 : Panique à Yucca City (Blue Steel) de Robert North Bradbury : Betty Mason
- 1934 : A Circus Hoodoo de Arvid E. Gillstrom
- 1935 : Northern Frontier de Sam Newfield : Beth Braden
- 1936 : Yellow Cargo de Crane Wilbur : Bobbie Reynolds
- 1936 : We're in the Legion Now de Crane Wilbur : Honey Evans
- 1936 : Go-Get-'Em, Haines de Sam Newfield : Gloria Palmer
- 1937 : The Gold Racket de Louis J. Gasnier : Bobbie Reynolds
- 1937 : Navy Spy de Joseph H. Lewis : Bobbie Reynolds
- 1937 : Alerte aux banques (Bank Alarm) de Louis J. Gasnier : Bobbie Reynolds
- 1941 : Stolen Paradise de Louis Gasnier : Patricia Morrow